# Psalm 131
Psalm 131 należy do zbiorów Psalmów wstępowań, czyli pieśni pielgrzymów wstępujących do świątyni Jerozolimskiej. Jest drugim najkrótszym Psalmem i nie wydaje się aby Psalm 131 był tylko jakimś fragmentem z większego utworu. Raczej należy go uznać za utwór jednolity i zaliczyć do Psalmów ufnościowych. Można określić Psalm 131 jako głębokie westchnienie do Boga zaczerpnięte z jakiejś lamentacji jednostki, gdzie mogło pełnić rolę motywu, mającego skłonić Boga do wysłuchania modlitwy.

## Budowa utworu
| Tekst hebrajski (WLC)      | Tekst polski (BT IV)                                    |
| -------------------------- | ------------------------------------------------------- |
| שִׁ֥יר הַֽמַּֽעֲלֹ֗ות לְדָ֫וִ֥ד            | 1Pieśń stopni. [Dawida]                                 |
| יְהוָ֤ה ׀ לֹא־גָבַ֣הּ לִ֭בִּי          | Panie, moje serce się nie pyszni                        |
| וְלֹא־רָמ֣וּ עֵינַ֑י               | i oczy moje nie są wyniosłe.                            |
| וְלֹֽא־הִלַּ֓כְתִּי ׀ בִּגְדֹלֹ֖ות         | Nie gonię za tym, co wielkie,                           |
| וּבְנִפְלָאֹ֣ות מִמֶּֽנִּי׃             | albo co przerasta moje siły.                            |
| אִם־לֹ֤א שִׁוִּ֨יתִי ׀ וְדֹומַ֗מְתִּי נַ֫פְשִׁ֥י | 2 Przeciwnie: wprowadziłem ład i spokój do mojej duszy. |
| כְּ֭גָמֻל עֲלֵ֣י אִמֹּ֑ו               | Jak niemowlę u swej matki,                              |
| כַּגָּמֻ֖ל עָלַ֣י נַפְשִֽׁי׃             | jak niemowlę - tak we mnie jest moja dusza.             |
| יַחֵ֣ל יִ֝שְׂרָאֵל אֶל־יְהוָ֑ה          | 3 Izraelu, złóż w Panu nadzieję                         |
| מֵֽ֝עַתָּ֗ה וְעַד־עֹולָֽם׃             | odtąd i aż na wieki!                                    |

| Strong’s | Tekst hebrajski            | Tłumaczenie polske            |
| 7892 [e] | שִׁ֥יר šîr                    | Pieśń                         |
| 4609 [e] | הַֽמַּֽעֲל֗וֹת ham-ma-‘ă-lō-wṯ,    | Stopni                        |
| 1732 [e] | לְדָ֫וִ֥ד lə-ḏā-wiḏ             | Davidowa                      |
| 3068 [e] | יְהוָ֤ה ׀ Yah-weh             | Panie                         |
| 3808 [e] | לֹא־ lō-                    | nie                           |
| 1361 [e] | גָבַ֣הּ ḡā-ḇah                 | się pyszni                    |
| 3820 [e] | לִ֭בִּי lib-bî                 | moje serce                    |
| 3808 [e] | וְלֹא־ wə-lō-                | ani                           |
| 7311 [e] | רָמ֣וּ rā-mū                  | wyniosły                      |
| 5869 [e] | עֵינַ֑י ‘ê-nay;               | moje oczy                     |
| 3808 [e] | וְלֹֽא־ wə-lō-                | ani żaden                     |
| 1980 [e] | הִלַּ֓כְתִּי ׀ hil-laḵ-tî         | czy się troszczę o siebie     |
| 1419 [e] | בִּגְדֹל֖וֹת biḡ-ḏō-lō-wṯ        | z wielkimi sprawami           |
| 6381 [e] | וּבְנִפְלָא֣וֹת ū-ḇə-nip̄-lā-’ō-wṯ | ani z rzeczami zbyt głębokimi |
| 4480 [e] | מִמֶּֽנִּי׃ mim-men-nî.          | dla mnie                      |

Budowa poematu jest dosyć jasna. Pierwsza część charakteryzuje się czterokrotnym powtórzeniem „lǒ”, przy czym w czwartym nastąpiła elizja, na skutek użycia tego samego czasownika odnoszącego się do drugiej części wersu. Druga część jest przeciwna pierwszej, zaczyna się od partykuły „naprawdę” chociaż w oryginale także występuje jako składnik: „lǒ”, które jednak w łączności z „n-im” posiada znaczenie pozytywne. Psalm 131 jest wyraźnie powiązany z Psalmem 130, gdyż autor powtarza główny temat tego Psalmu (Oczekiwanie na Boga w nadziei) a jego struktura jest określona przez skierowane słów JHWH do Izraela. W Psalmie można również zauważyć arytmetyczne ułożenie akcentów. Centrum arytmetyczne przypada między 3 i 4 słowem w wersecie 2, dzieląc tekst na 5 + 5 wersetów i 15 + 15 słów. Pomiędzy tymi wersetami autor wstawił znak oznaczający niewielki pauzę. Można również  zauważyć że werset drugi w oryginale ma charakter koncentryczny (2 + 1 + 2)  z uwypuklonym wersetem najważniejszym który brzmi: Wręcz przeciwnie, ja zachował spokój | i cicha jest moja dusza, (gdzie symbol „|” oznacza wspominaną wcześniej pauzę). Centrum te może być z pewnością uznane za werset w którym autor wyrażający istotę Psalmu.

## Analiza literacka utworu
Początkowo wyniosły i arogancko wręcz pretensjonalny charakter wersetu pierwszego przedstawiony przez autora może być obrazem osoby dumnej, kreślonej słowami hebrajskimi wskazującymi na wyniosłość i wywyższenie oraz arogancką postawę człowieka patrzącego na innych z poczuciem wyższości, uważającego ich za gorszych od siebie. Jednak Psalm w wersecie centralnym a także o późniejszych staje się jakby spokojny i opanowany. Wstrząsająca metafora niemowlęcia możne tu ilustrować osobisty spokój ducha. Psalm prawdopodobnie pokazuje doświadczenie życiowe autora które zmusiło go do rezygnacji z swoich życiowych planów i zamierzeń, które dawniej przedsięwziął. Impulsem do jego stworzenia mogła być nieprzewidziana i niemożliwa do przejścia trudność pod wpływem której autor postanawia zawierzyć się opatrzności Bożej i znajduje w niej ukojenie i wyciszenie. Obecnie porównuje się do dziecięcia, które nakarmione już mlekiem z piersi matczynej, przebywa pod jej czułą opieką. W ostatnim wersecie brzmiącym podobnie jak forma liturgiczna, i prawdopodobnie dopisanym w późniejszym okresie w tym celu, autor zaznacza że podstawą nadziei ludu Bożego jest głębokie przekonanie o sprawiedliwości Bożej, która na pewno się ujawni, choć nie wiadomo, kiedy i w jaki sposób. U Boga lud bowiem znajduje uspokojenie i szczęście. Dlatego najbardziej słuszną postawą każdego człowieka jest pełne ufności oczekiwanie na pomoc Bożą.
Trudne do przetłumaczenia hebrajskie słowo „כְּ֭גָמֻל[gamul]” które oznacza niemowlę w pierwszych latach życia, uspokojenie i nakarmione autor Psalmu zestawia najpierw z obrazem matki a później z obrazem duszy która jest w rękach Boga. Dziecko, o którym mówi Psalmista, związane jest z matką więzią bardziej osobistą i głębszą, a zatem nie tylko przez sam kontakt fizyczny i potrzebę pokarmu. Jest to więź bardziej świadoma, choć zawsze bezpośrednia i spontaniczna. Autorowi tego Psalmu obraz spokoju i ufności dziecka służy za obraz wewnętrznego spokoju człowieka ufającego.

## Historyczny i kulturowy kontekst Psalmu
Ten psalm został napisany prawdopodobnie w czasie osobistego lub narodowego kryzysu. Z tego powodu na pierwszy plan wysuwa się  „uciszenie” i „uspokojenie” wewnętrzne autora. W swojej obecnej formie jest on apelem do „Izraela”, aby „czekał” na Jahwe (w. 3). Biorąc pod uwagę bliskie związki psalmu z literaturą mądrościową, zawartą np. w Księdze Przysłów czy księdze Hioba, Psalm napomina naród izraelski aby wytrwał w trudnościach. Trudności te należy najprawdopodobniej zidentyfikować jako hańbę i wstyd, które spotkały naród izraelski na wygnaniu lub które nadal trwały w okresie po wygnaniu. Jednakże trudno jednoznacznie określić czas powstania Psalmu. Bezpośredni kontekst literacki Psalmu 131 w Psałterzu potwierdza to przypuszczenie, ponieważ istnieją powiązania z wygnaniowym lub powygnaniowym Psalmem 130 (autor podobnie mówi o swojej duszy i Izraelu, którzy musi „czekać” na Jahwe); istnieje również paralela z pokorą Dawida w wygnaniowym lub powygnaniowym Psalmie 132 w. 1. Psalm polemizuje również z postawą niezadowolenia, krytyki wobec Jahwe.
Psalm 131 oferuje również alternatywę dla tradycyjnej, przedwygnaniowej lamentacji. Zamiast wyraźnie wyrażanej krytyki nieobecności Jahwe i jego milczenia, które wielokrotnie znajdujemy w indywidualnych lamentacjach, ten Psalm wskazuje inną rozwiązanie kryzysu. Rozwiązaniem tym jest wybór drogi pokory, stając się jak dziecko, które nauczyło się szacunku dla swojego rodzica. Wybrał drogę szacunku dla Jahwe ma być dla całego narodu  początkiem mądrości i szczęścia.
Psalm skierowany jest bezpośrednio do Jahwe, ale w swojej obecnej formie odnosi się także do Izraela. Dlatego można go opisać jako oświadczenie pokory i tym samym zaufania i szacunku dla Jahwe, które jest zalecane dla narodu izraelskiego jako właściwa postawa w czasach kryzysów.

## Interpretacja w Kościele katolickim
Trudno dopatrywać się w Psalmie 131 jakichś mesjańskich zapowiedzi czy  bezpośredniej analogi do osoby Jezusa Chrystusa, jednakże Psalm poprzez obraz ufności i przylgnięcia do Boga doskonale wpisuje się w nowo-testamentalne orędzie. Obraz matki można porównać do osoby Jezusa w którym każda dusza ludzka niczym dziecko może znaleźć ukojenie i spokój duszy. Psalm ten w Kościele katolickim jest wykorzystywany do przekazania obraz Jezusa Chrystusa który chce byśmy przylgnęli do Niego bez pytania o szczegóły i wszystkie konsekwencje naszego wyboru, bez pytania o przyszłość. Psalm 131 to obraz Boga i człowieka – Stwórcy i stworzenia. Ich więzi, zaufania, pokoju. Bóg i człowiek potrzebują się wzajemnie, tak jak matka i jej niemowlę. Rozłąka szkodzi obydwojgu.
W ostatnim wersecie autor Psalmu nawołuje całe zgromadzenia Izraela do złożenia całej ufności w Bogu co wyraża ideał komunii Kościoła katolickiego z Bogiem, który z ufnością powinien pokładać wszystkie nadzieje nie w ziemskich strukturach i bogactwach ale w Bogu.

## Wybrane tłumaczenia na język polski

### UwspółcześnionaBiblia Gdańska2017
Pieśń stopni Dawida. PANIE, moje serce nie wywyższa się i moje oczy nie są wyniosłe ani nie ubiegam się o wielkie rzeczy albo zbyt cudowne dla mnie.
Doprawdy uciszyłem i uspokoiłem swoją duszę jak dziecko odstawione od piersi swej matki; moja dusza jest jak dziecko odstawione.
Niech Izrael pokłada nadzieję w PANU odtąd na wieki.

### Tłumaczenie: Jan Łach, Stanisław Łach (1986 r.)
1Pieśń pielgrzymów; Dawida.

Jahwe, Moja Dusza nie wywyższa się
i nie wynoszą się oczy moje
ani nie chodzę za czymś wielkim
i co było by dla mnie cudowne.

2Zaiste uspokoiłem się
i uciszyłem mą duszę;
Jak uspokaja się dziecię przy matce
tak uspokoiła się dusza moja

3Izraelu oczekuj na Jahwe
teraz i na zawsze.

### Tłumaczenie:Roman Brandstaetter(1973 r.)
1PIEŚŃ WSTĘPUJĄCHYCH POD GÓRĘ, DAWIDA.

Panie, nie wynosi się moje serce
i w oczach moich nie ma pychy.
Nie kuszę się o zrozumienie spraw wyższych,
które są dla mnie niedościgłe

2Zaprawdę, ułagodziłem i uciszyłem duszę moją.
Jak nakarmione niemowlę
na łonie matki
jak nakarmione niemowlę,
tak cicha jest dusza moja.

3Oczekuj Pana,
Izraelu,
teraz i na wieki.

### Tłumaczenie:Jakuba Wujka(1923 r.)
1 Pieśń stopniów Dawidowa.
Panie! nie wyniosło się serce moje: ani się wywyższyły oczy moje: anim chodził w rzeczach wielkich, ani w dziwnych nad mię.
2 Jeźlim nie pokornie rozumiał, alem wywyższał duszę moję: jako dzieciątko ostawione u matki swojéj, tak odpłata na duszy mojéj.
3 Niechajże Izrael nadzieję ma w Panu odtąd aż na wieki.